# 4055 Magellan
För andra betydelser, se Magellan (olika betydelser).

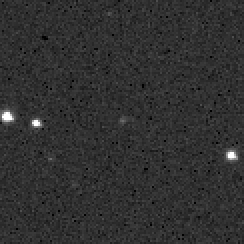
4055 Magellan

4055 Magellan eller 1985 DO2 är en asteroid som korsar Mars omloppsbana. Den upptäcktes 24 februari 1985 av den amerikanske astronomen Eleanor F. Helin vid Palomar-observatoriet. Den är uppkallad efter den portugisiske upptäcktsresanden Ferdinand Magellan.
Asteroiden har en diameter på ungefär 2 kilometer och den tillhör asteroidgruppen Amor.